# Lista de cidades da Colúmbia Britânica

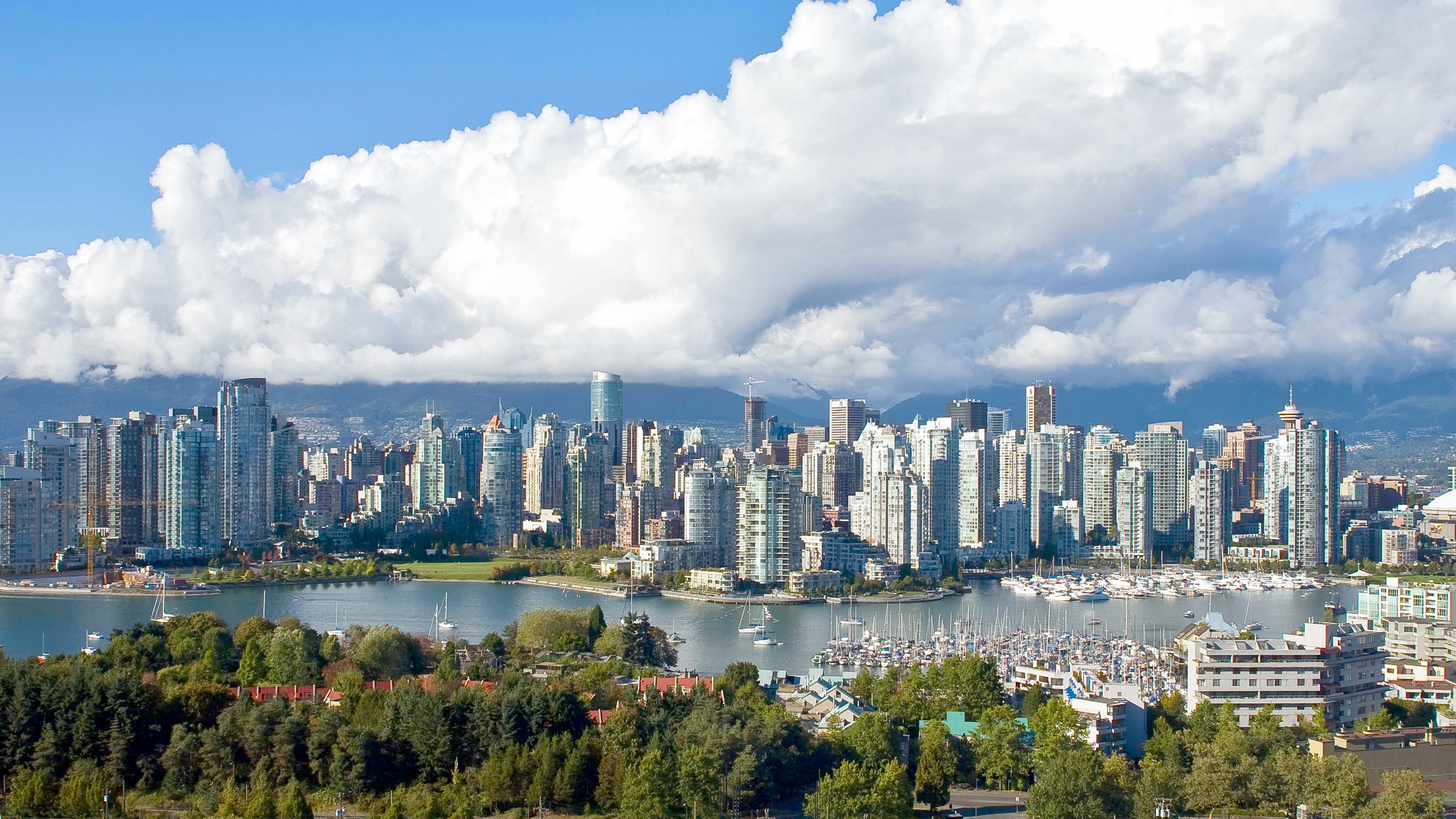
Vancouver, com uma população de 631 mil habitantes, é maior cidade da Colúmbia Britânica e a sexta maior cidade do Canadá.

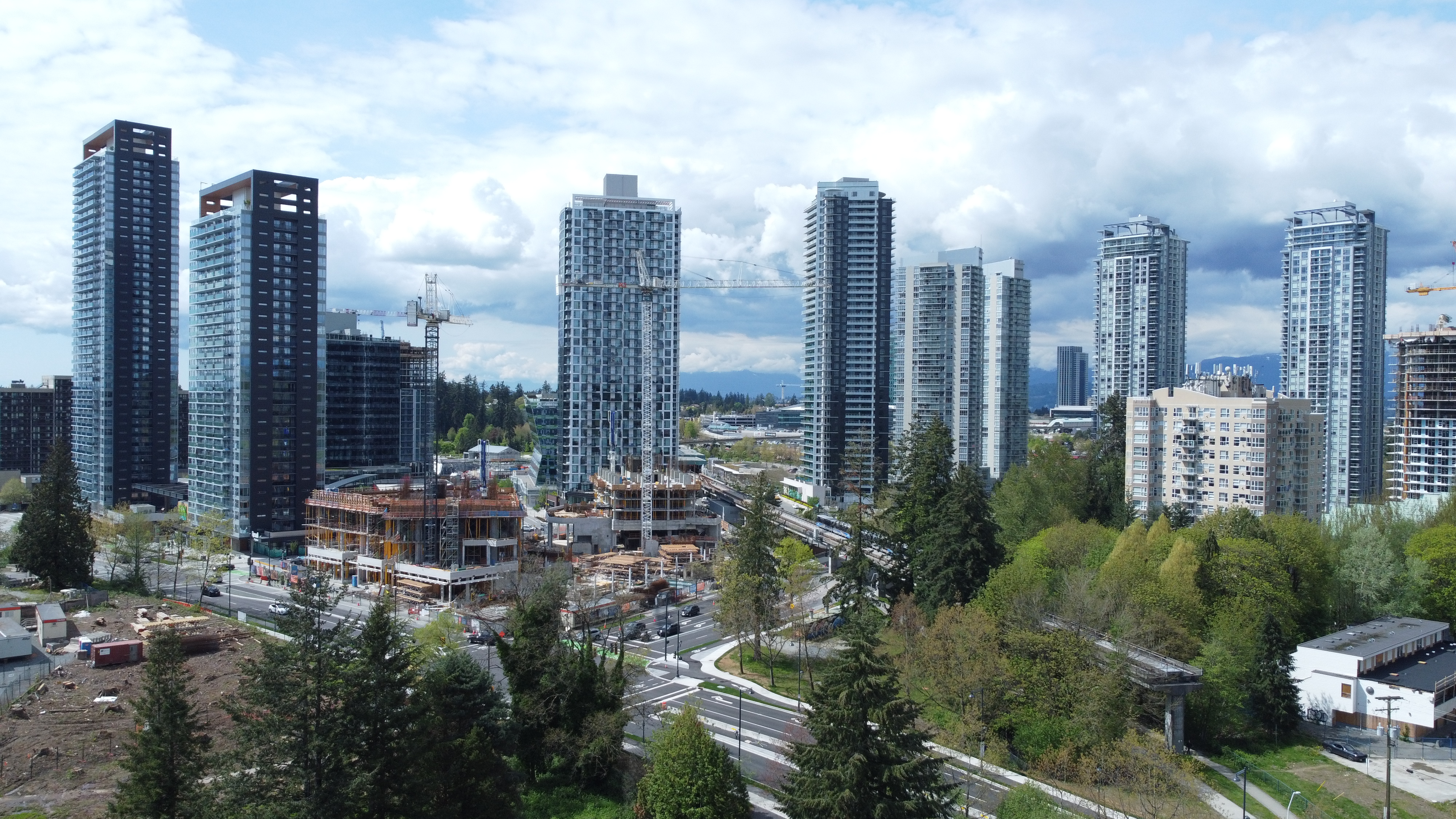
Surrey é a segunda maior cidade da Colúmbia Britânica e a décima segunda maior cidade do Canadá. A população de Surrey é de aproximadamente 517 mil habitantes.

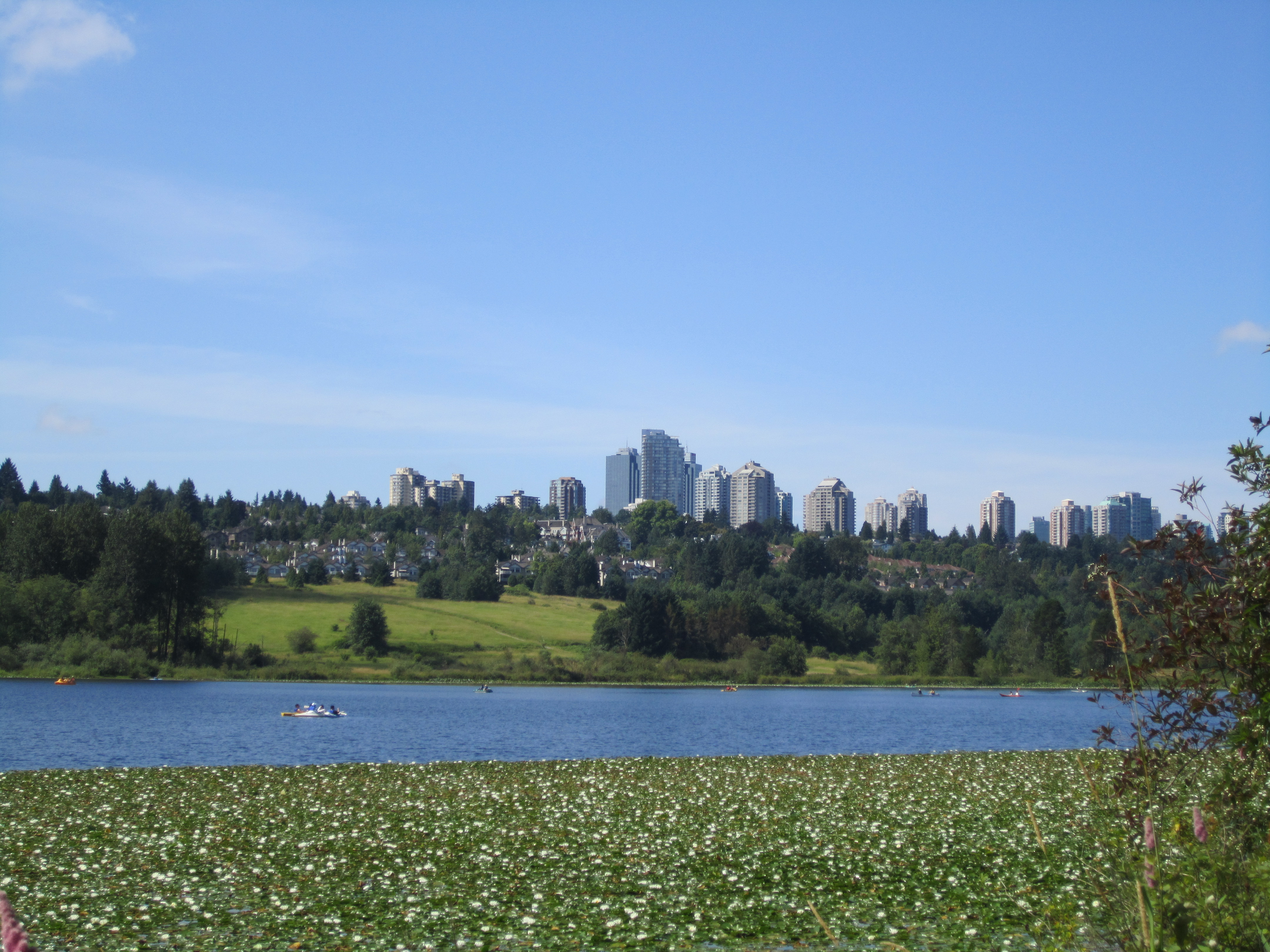
Burnaby, sua população é de 232 mil habitantes, está localizada no distrito de Metro Vancouver

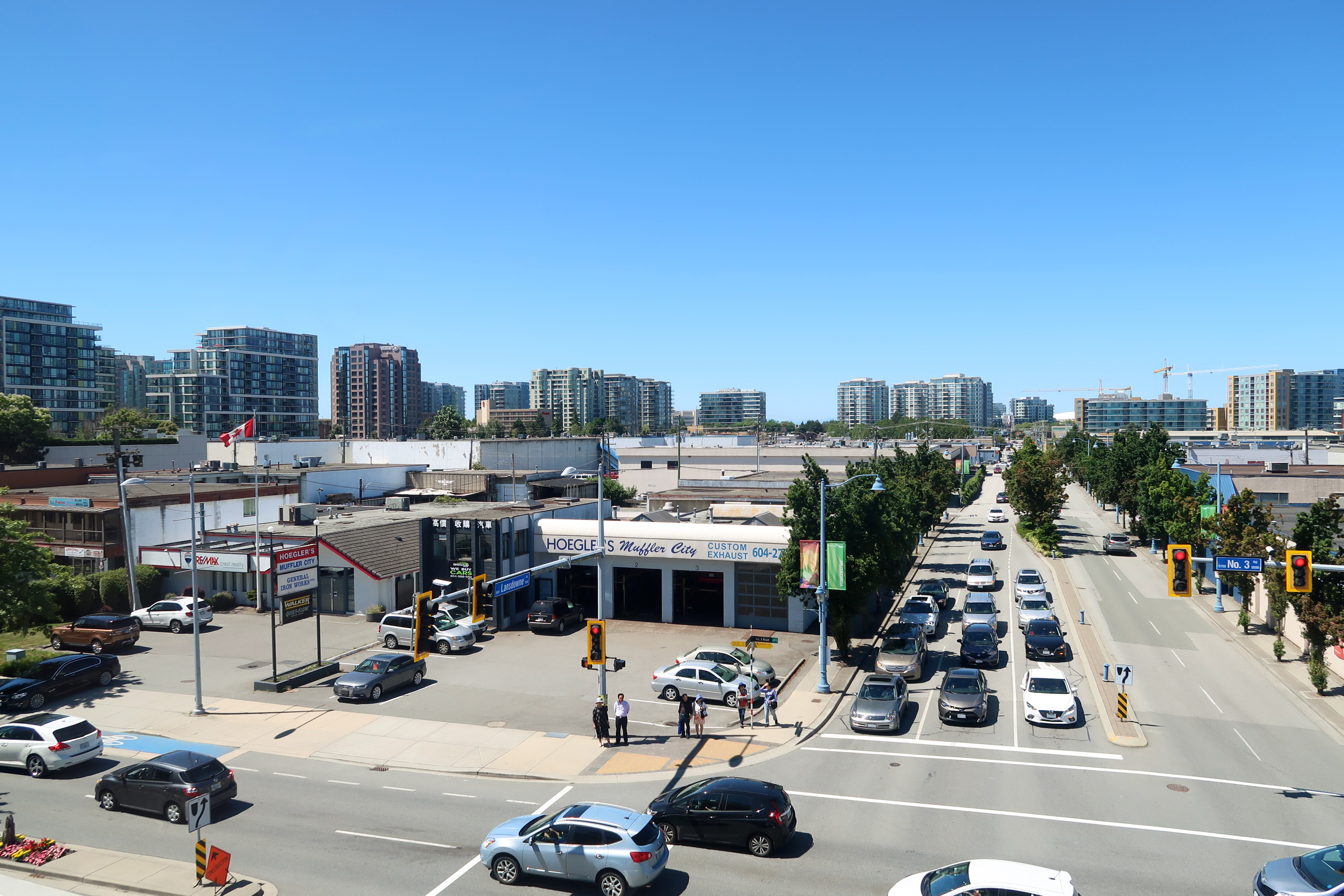
Richmond, com 198 mil habitantes, é quarta maior cidade de BC.

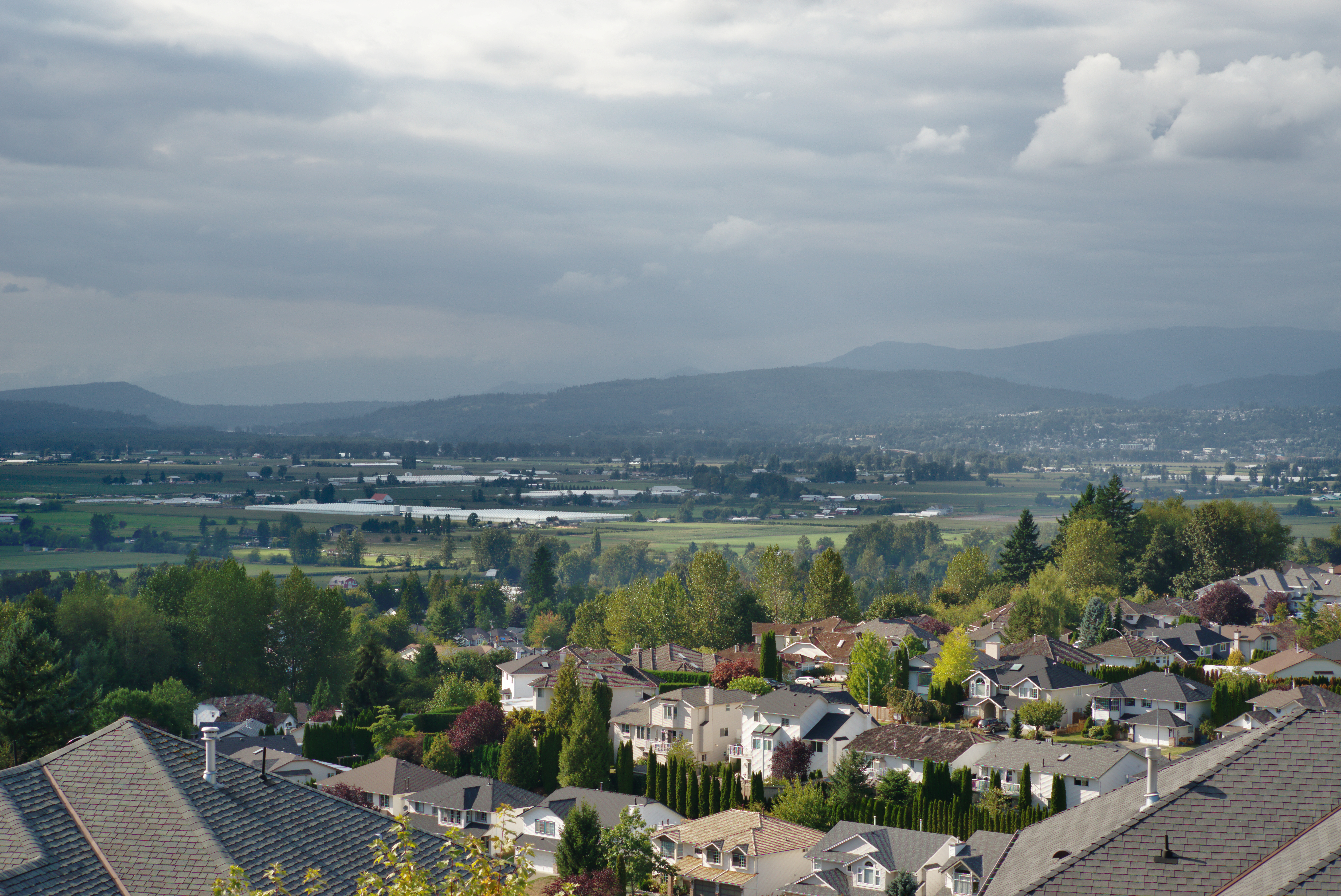
Abbotsford, população de 141 mil habitantes, quinta maior cidade de BC.

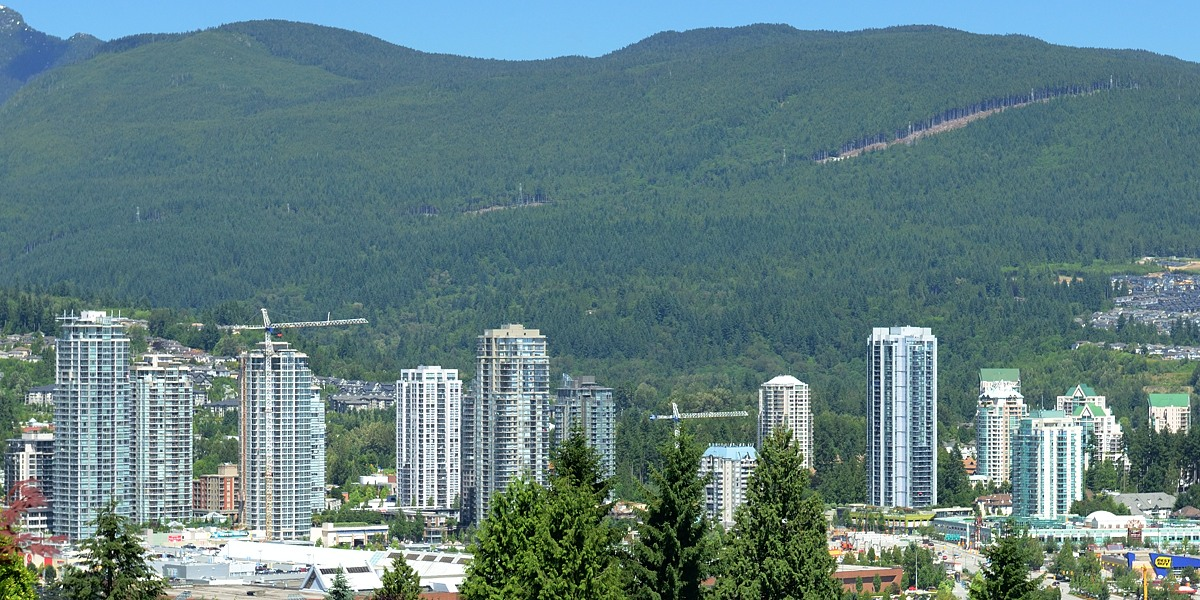
Coquitlam, com 139 mil habitantes, é a sexta maior cidade da província.

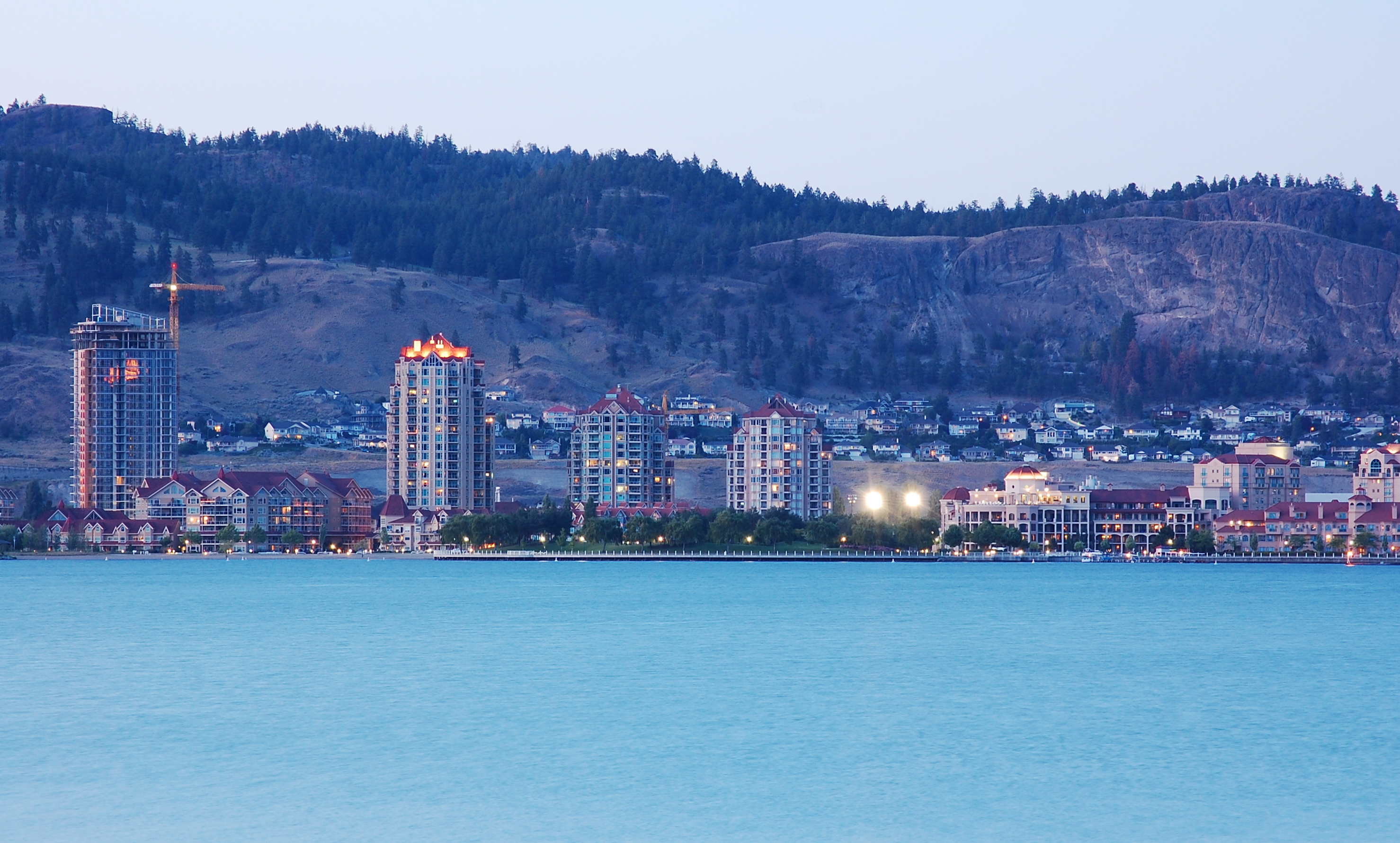
Kelowna, sétima maior cidade da Colúmbia Britânica. A população é de aproximadamente 127 mil residentes.

O termo "cidade" é uma classificação de municípios usada na província canadense da Colúmbia Britânica. O tenente-governador da Colúmbia Britânica pode incorporar uma comunidade como uma cidade através de uma carta-patente, sob a recomendação do Ministro de Comunidades, Esporte e Desenvolvimento Cultural, se a população da localidade for maior que 5 mil habitantes e o resultado de votos envolvendo os residentes afetados seja de pelo menos 50% a favor da incorporação proposta.
A Colúmbia Britânica tem 52 cidades, que juntas possuem uma população cumulativa de 3.132.909 e uma população média de 60.248 residentes de acordo com o censo canadense de 2011. As maiores e menores cidades da Colúmbia Britânica são, respectivamente, Vancouver, com 603.502 habitantes, e Greenwood, com população de 708 habitantes. A maior cidade por área territorial é Abbotsford, que se estende por 375,55 quilômetros quadrados, enquanto a menor é Duncan, com 2,07 quilômetros quadrados.
A primeira comunidade a se incorporar como cidade foi New Westminster em 16 de julho de 1860, enquanto a cidade mais nova da província é Delta, que foi redesignada de um município do distrito para uma cidade em 22 de setembro de 2017.

## Lista
| Nome            | Distrito Regional      | Data de incorporação   | População (2011) | Área (km2) | Densidade populacional |
| --------------- | ---------------------- | ---------------------- | ---------------- | ---------- | ---------------------- |
| Abbotsford      | Fraser Valley          | 12 de dezembro de 1995 | 133,497          | 375,55     | 355,5                  |
| Armstrong       | North Okanagan         | 31 de março de 1913    | 4,815            | 5,19       | 928,0                  |
| Burnaby         | Metro Vancouver        | 22 de setembro de 1892 | 223,218          | 90,61      | 2 463,5                |
| Campbell River  | Strathcona             | 24 de junho de 1947    | 31,186           | 143,12     | 217,9                  |
| Castlegar       | Central Kootenay       | 1 de janeiro de 1974   | 7,816            | 19,58      | 399,3                  |
| Chilliwack      | Fraser Valley          | 26 de abril de 1873    | 77,936           | 261,50     | 298,0                  |
| Colwood         | Capital                | 24 de junho de 1985    | 16,093           | 17,66      | 911,2                  |
| Coquitlam       | Metro Vancouver        | 25 julho de 1891       | 126,840          | 122,30     | 1 037,1                |
| Courtenay       | Comox Valley           | 1 de janeiro de 1915   | 24,099           | 29,38      | 820,2                  |
| Cranbrook       | East Kootenay          | 1 de novembro de 1905  | 19,319           | 31,95      | 604,7                  |
| Dawson Creek    | Peace River            | 26 de maio de 1936     | 11,583           | 24,37      | 475,4                  |
| Delta           | Metro Vancouver        | 22 de setembro de 2017 | 99,863           | 180,11     | 554,4                  |
| Duncan          | Cowichan Valley        | 4 de março de 1912     | 4,932            | 2,07       | 2 381,7                |
| Enderby         | North Okanagan         | 1 de março de 1905     | 2,932            | 4,26       | 687,7                  |
| Fernie          | East Kootenay          | 28 de julho de 1904    | 4,448            | 14,83      | 299,8                  |
| Fort St. John   | Peace River            | 31 de dezembro de 1947 | 18,609           | 22,69      | 820,2                  |
| Grand Forks     | Kootenay Boundary      | 15 de abril de 1897    | 3,985            | 10,43      | 382,0                  |
| Greenwood       | Kootenay Boundary      | 12 de julho de 1897    | 708              | 2,42       | 292,7                  |
| Kamloops        | Thompson-Nicola        | 17 de outubro de 1967  | 85,678           | 299,23     | 286,3                  |
| Kelowna         | Central Okanagan       | 4 de maio de 1905      | 117,312          | 211,82     | 553,8                  |
| Kimberley       | East Kootenay          | 29 de março de 1944    | 6,652            | 60,62      | 109,7                  |
| Langford        | Capital                | 8 de dezembro de 1992  | 29,228           | 39,94      | 731,9                  |
| Langley         | Metro Vancouver        | 15 de março de 1955    | 25,081           | 10,22      | 2 454,6                |
| Maple Ridge     | Metro Vancouver        | 12 de setembro de 2014 | 76,052           | 266,78     | 285,1                  |
| Merritt         | Thompson-Nicola        | 1 de abril de 1911     | 7,113            | 24,82      | 286,6                  |
| Nanaimo         | Nanaimo                | 24 de dezembro de 1874 | 83,810           | 91,30      | 918,0                  |
| Nelson          | Central Kootenay       | 18 de março de 1897    | 10,230           | 11,93      | 857,7                  |
| New Westminster | Metro Vancouver        | 16 de julho de 1860    | 65,976           | 15,63      | 4 222,2                |
| North Vancouver | Metro Vancouver        | 10 de agosto de 1891   | 48,196           | 11,83      | 4 073,8                |
| Parksville      | Nanaimo                | 19 de junho de 1945    | 11,977           | 14,44      | 829,6                  |
| Penticton       | Okanagan-Similkameen   | 1 de janeiro de 1909   | 32,877           | 42,10      | 780,9                  |
| Pitt Meadows    | Metro Vancouver        | 25 de abril de 1914    | 17,736           | 86,51      | 205,0                  |
| Port Alberni    | Alberni-Clayoquot      | 28 de outubro de 1967  | 17,743           | 19,76      | 897,9                  |
| Port Coquitlam  | Metro Vancouver        | 7 de março de 1913     | 55,958           | 29,17      | 1 918,3                |
| Port Moody      | Metro Vancouver        | 11 de março de 1913    | 32,975           | 25,89      | 1 273,8                |
| Powell River    | Powell River           | 15 de outubro de 1955  | 13,165           | 28,91      | 455,3                  |
| Prince George   | Fraser-Fort George     | 6 de março de 1915     | 71,974           | 318,26     | 226,1                  |
| Prince Rupert   | Skeena-Queen Charlotte | 10 de março de 1910    | 12,508           | 54,93      | 227,7                  |
| Quesnel         | Cariboo                | 21 de março de 1928    | 10,007           | 35,38      | 282,8                  |
| Revelstoke      | Columbia Shuswap       | 1 de março de 1899     | 7,139            | 40,76      | 175,1                  |
| Richmond        | Metro Vancouver        | 10 de novembro de 1879 | 190,473          | 129,27     | 1 473,5                |
| Rossland        | Kootenay Boundary      | 18 de março de 1897    | 3,556            | 59,79      | 59,5                   |
| Salmon Arm      | Columbia Shuswap       | 15 de maio de 1905     | 17,464           | 155,28     | 112,5                  |
| Surrey          | Metro Vancouver        | 10 de novembro de 1879 | 468,251          | 316,41     | 1 479,9                |
| Terrace         | Kitimat-Stikine        | 31 de dezembro de 1927 | 11,486           | 57,36      | 200,3                  |
| Trail           | Kootenay Boundary      | 14 de junho de 1901    | 7,681            | 34,93      | 219,9                  |
| Vancouver       | Metro Vancouver        | 6 de abril de 1886     | 603,502          | 114,97     | 5 249,1                |
| Vernon          | North Okanagan         | 30 de dezembro de 1892 | 38,150           | 95,76      | 398,4                  |
| Vitória         | Capital                | 2 de agosto de 1862    | 80,017           | 19,47      | 4 109,4                |
| West Kelowna    | Central Okanagan       | 26 de junho de 2015    | 30,892           | 123,51     | 250,1                  |
| White Rock      | Metro Vancouver        | 15 de abril de 1957    | 19,339           | 5,13       | 3 773,5                |
| Williams Lake   | Cariboo                | 15 de março de 1929    | 10,832           | 33,13      | 327,0                  |
| Total           | —                      | —                      | 3,132,909        | 4.243,26   | 738.3                  |

## Cidades antigas
Sandon manteve o status de cidade entre 1898 e 1920. Phoenix manteve o status de cidade entre 1900 e 1919.